# Роговик, Дмитрий Александрович
Дмитрий Александрович Роговик (род. 22 июня 1982, Пинск, Брестская область) — белорусский футболист, защитник.

## Биография
Воспитанник пинской СДЮШОР № 3, первый тренер — Валерий Евдокимович Костяной. Взрослую карьеру начал в 2000 году в клубе первой лиги «Звезда-ВА-БГУ» (Минск).
В 2001 году дебютировал в высшей лиге в составе клуба «Торпедо-МАЗ» (Минск). В следующем сезоне перешёл в БАТЭ, но сыграл только один матч на старте сезона. В первой половине 2003 года выступал за дебютанта высшей лиги «Локомотив» (Минск), в его составе стал финалистом Кубка Беларуси 2002/03. Летом 2003 года перешёл в «Нафтан», где провёл полтора года.
В 2005 году выступал во второй лиге за «Пинск-900», команда стала серебряным призёром турнира и повысилась в классе. В 2006 году перешёл во вновь созданный клуб «Савит» (Могилёв), с которым за два года поднялся из второй лиги в высшую, в 2006 году стал серебряным призёром второй лиги, а в 2007 году — победителем первой лиги. В высшей лиге в 2008 году провёл лишь полсезона, после чего вернулся в Пинск. В течение восьми сезонов выступал за пинскую «Волну» (ранее — «Пинск-900»), в 2014 году со своим клубом вылетел из первой лиги и следующий сезон провёл во втором дивизионе, затем покинул клуб. В 2017 году сыграл один матч за другую пинскую команду — «СДЮШОР-3».
Всего в высшей лиге Беларуси сыграл 55 матчей. В первой лиге — более 170 матчей.
Выступал за молодёжную сборную Беларуси.

## Достижения
- Финалист Кубка Беларуси: 2002/03
- Победитель первой лиги Беларуси: 2007